# Canal de Berdún
Pour l’article homonyme, voir Canal de Berdún (Huesca).

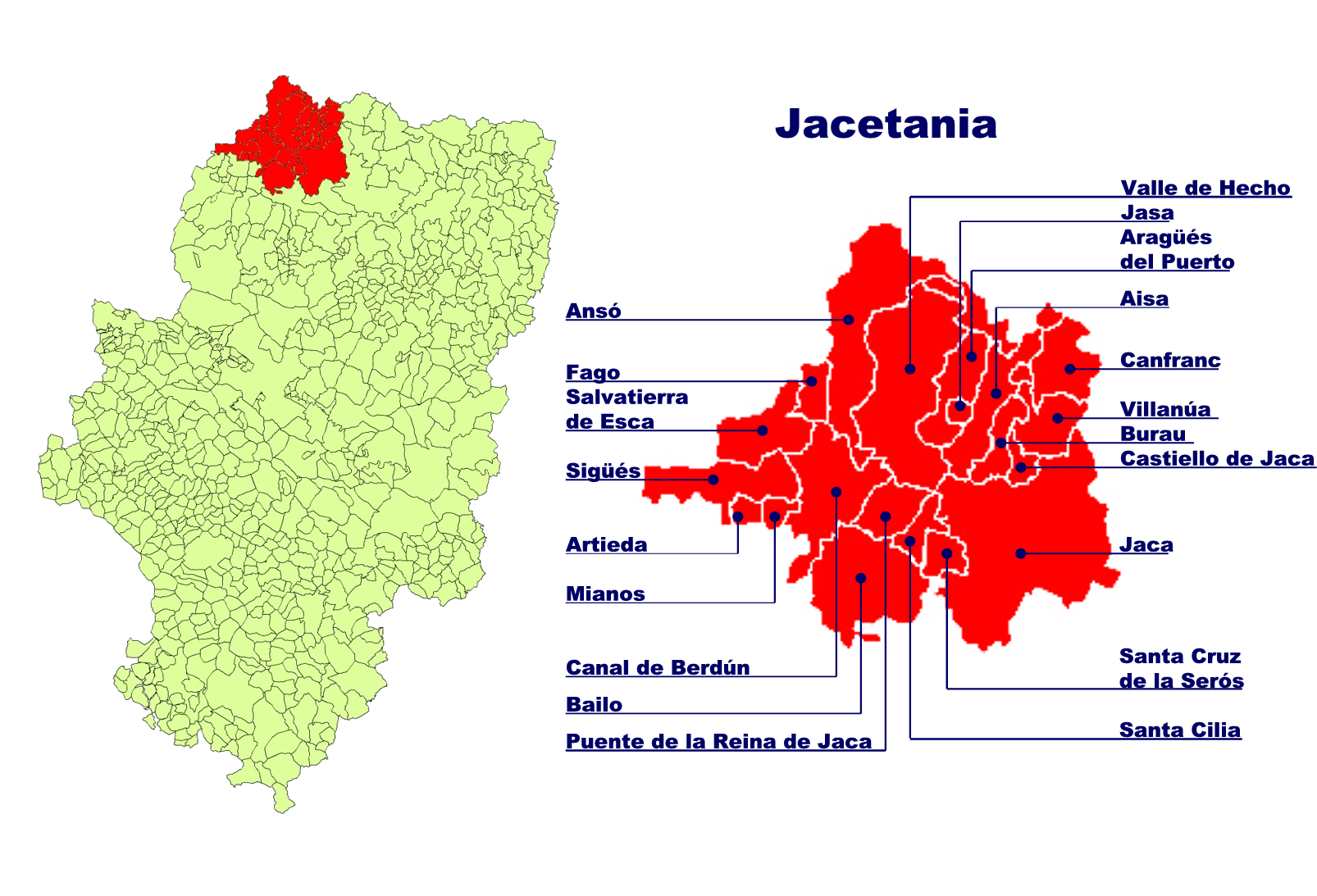
Territoire des communes en la comarque de la Jacétanie (zone rouge, reste de l'Aragon en vert clair).

Le canal de Berdún est une dépression orographique située dans la région de la Jacétanie, au nord de la communauté autonome d'Aragon (Espagne). Cette dépression s'étend depuis Jaca jusqu'à Yesa en Navarre et est parcourue par la rivière Aragon qui, avec la retenue du barrage de Yesa, l'inonde en partie.
Cette dépression longitudinale située en plein cœur des Pyrénées est limitée par les montagnes intérieures des Pyrénées, au nord la massif de Leyre et Orba, et par les montagnes extérieures du Sud, le peña Oroel et le San Juan de la Peña. Son altitude oscille entre 600 et 750 mètres. Historiquement, elle a été une importante voie de communication des vallées pyrénéennes par où passe une des voies du chemin de Saint Jacques.
Le fait d'être une route naturelle importante est à l'origine d'un patrimoine significatif parmi lequel il faut souligner deux centres religieux, les deux panthéons royaux, ceux du monastère Saint-Jean de la Peña, panthéon royal des rois d'Aragon et le monastère San Salvador de Leyre, panthéon royal des rois de Pampelune, prédécesseurs des rois de Navarre.

## Communications
Le territoire du canal est parcouru par deux routes principales, la route nationale N 240 qui relie Pampelune à Jaca, et l'A132 qui va de Puente la Reina à Huesca en passant par Bailo. L'A1601 relie Sos del Rey Católico et l'A134 qui par Sigüés communique avec la vallée navarraise du Roncal. À Santa Cilia se trouve un aérodrome.

## Mairie et villages
Dans les terrains du Canal de Berdún sont installées quatre mairies qui forment la fédération du Canal de Berdún. Ces communes comprennent plusieurs villages chacune. Ce sont :
- Mairie de Bailo, qui comprend les villages de Bailo, Arrés, Alastuey, Arbués et Larués.

- Mairie de Canal de Berdún, qui comprend les villages de Berdún, Biniés, Martes, Majones et Villarreal de la Canal.

- Mairie de Puente la Reina de Jaca, qui comprend les villages de Javierregay, Puente la Reina et Santa Engracia de Loarre.

- Mairie de Santa Cilia, qui comprend les villages de Santa Cilia de Jaca et Somanés.

- Mairie de Santa Cruz de la Serós, qui comprend les villages de Santa Cruz de la Serós et de Binacua.

Il y a d'autres communes qui ne font pas partie de la Mancommunauté (fédération) mais qui sont aussi installées dans des terrains du canal, comme celles, navarraises, de Yesa, où se trouve le barrage éponyme, d'Escó, Sigüés et Artieda.

## Richesse naturelle et des monuments
La variété d'écosystèmes qui existent dans des terres du canal de Berdún donnent une grande richesse ornithologique. Suivant la hauteur on trouve une végétation différente, ainsi dans les hautes vallées Pyrénéennes la population végétale est typiquement méditerranéenne avec d'abondantes forêts de chênes et Chêne du Portugal, tandis que dans les montagnes extérieures il y a des pinèdes et des buis. Dans les plaines inférieures du canal on trouve la culture de céréales. Il ne faut pas laisser de côté l'importance de la masse aquatique du barrage de Yesa, appelé "la mer des Pyrénées". Ces différents écosystèmes sont source d'une bio-diversité riche.
La richesse ornithologique a été la base pour la création d'une ZEPA durant l'année 2001 qui donne de l'importance à cette dernière. On a détecté, parmi les espèces, des rapaces, gypaète, Milan royal, autours, aiglons, buses, vautour fauve, hiboux royal et diverses espèces d'aigles comme botté, bonelli et royal. Il faut souligner l'importance de la zone dans l'émigration d'oiseaux.
Le style architectural principal sur ces terres est roman. Dans des châteaux, ermitages et ponts, on peut trouver des restes de ce type de construction. Soulignent avec nom propre le monastère de Saint-Jean de la Peña et celui de Leyre tous deux des bijoux roman. Il faut aussi nommer les églises de Sainte María et San Caprasio de Santa Cruz de la Serós. Il y a beaucoup de petits ermitages romans dans de nombreux villages du canal.
Dans d'autres styles, ce sont l'église de Sainte Euralia à Berdún et celle de Martes qui sont gothiques, les églises de Santa Engracia, Biniés, et Larués baroques et le retable Renaissance de Santa Cilia.